# 小松川浩
小松川 浩（こまつがわ ひろし）は、日本の物理学者。学位は、理学博士（慶應義塾大学）。公立千歳科学技術大学理工学部情報システム工学科教授。趣味は釣り、家庭菜園。

## 研究領域
専門は知識工学・分散処理、ICT教育システム、情報工学、ソフトウェア工学である。
ICTスペシャリストの育成、次世代アプリケーションの開発をテーマに、モバイル機器を活用したインテリジェントシステムを企業と共同研究している。研究テーマは、学習者の状況に応じて自律的・適応的に学習支援を図る情報システム、コミュニケーションや出席の状況を把握して行動特性を自動分析する情報システム、バスのリアルタイム位置情報を活用した地域交通ナビゲーションシステム、様々な小型デバイスを活用したプログラミング技術の活用が挙げられる。
コミュニケーション把握では、人が扱う音声、表情、文字等のいわゆるマルチモーダル情報を機械学習モデリングで処理する研究アプローチにより、英語プレゼンテーションビデオの自動評価システムなどを研究している。また、学習支援システムでは、XR（MRやVR）空間でのAI活用の研究アプローチにより、初学者向けのコンピュータネットワーク構築作業や看護実習の模擬学習支援に関する研究を行っている。またAI活用では、生成系のAIを積極的に活用し、医療系大学と連携した医療画像解析の性能向上、環境関連企業と連携したリサイクルゴミ分別の精度向上に関するシステム研究に取り組んでいる。

## 略歴
- 1990年3月 - 慶應義塾大学理工学部電気工学科卒業
- 1995年3月 - 慶應義塾大学大学院理工学研究科物理学専攻博士課程修了
- 1995年11月 - 慶應義塾大学理工学部嘱託助手
- 1995年11月 - 通商産業省工業技術院新エネルギー産業技術総合開発機構（NEDO）専任研究員
- 1997年4月 - 慶應義塾大学理工学部物質科学専攻訪問研究員
- 1998年4月 - 千歳科学技術大学光科学部光応用システム学科専任講師
- 2001年4月 - 千歳科学技術大学光科学部光応用システム学科助教授
- 2007年4月 - 千歳科学技術大学光科学部光応用システム学科教授
- 2008年4月 - 千歳科学技術大学総合光科学部グローバルシステムデザイン学科教授
- 2015年4月 - 千歳科学技術大学理工学部グローバルシステムデザイン学科教授
- 2016年4月 - 千歳科学技術大学理工学部情報システム工学科教授
- 2019年4月 - 千歳科学技術大学理工学部情報システム工学科教授[3]

## 社会活動
- 2019年6月 - 教育システム情報学会 副会長
- 2020年4月 - 文部科学省 初等中等教育局 ICT活用教育アドバイザー（学校DX戦略アドバイザー）
- 2020年4月 - 大学eラーニング協議会 会長
- 2021年3月 - 文部科学省 高等教育局 デジタルを活用した大学・高専教育高度化プラン事業委員会
- 2021年4月 - 北海道Society5.0 推進会議委員
- 2022年7月 - 日本情報科教育学会 理事

## 受賞歴
- 教育システム情報学会 論文賞 (2013年)[4]
- 文部科学大臣賞 (2017年)[5]
- 教育システム情報学会 研究会優秀賞 (2018年)[6]

## 主な著書
- 『数学のいずみ』「数学のいずみ」編集委員会 編 ダイヤ書房、2001年4月。
- 『大学におけるeラーニング活用実践集 大学における学習支援への挑戦2』大学eラーニング協議会 日本リメディアル教育学会 監修 ナカニシヤ出版、2016年1月。ISBN 9784779508851
- 『大学教育の数学的リテラシー』水町龍一 編 東雲堂、2017年3月。ISBN 9784798914053
- 『大学生のための日本語問題集』山下由美子 中﨑温子 仲道雅輝 湯川治敏 小松川浩 編 ナカニシヤ出版、2017年9月。ISBN 9784779512094
- 『大学初年次における日本語教育の実践 大学における学習支援への挑戦3』仲道雅輝 山下由美子 湯川治敏 小松川浩 編 ナカニシヤ出版、2018年3月。ISBN 9784779512506